# Mongondow
Pour l’article homonyme, voir Mongondow (langue).

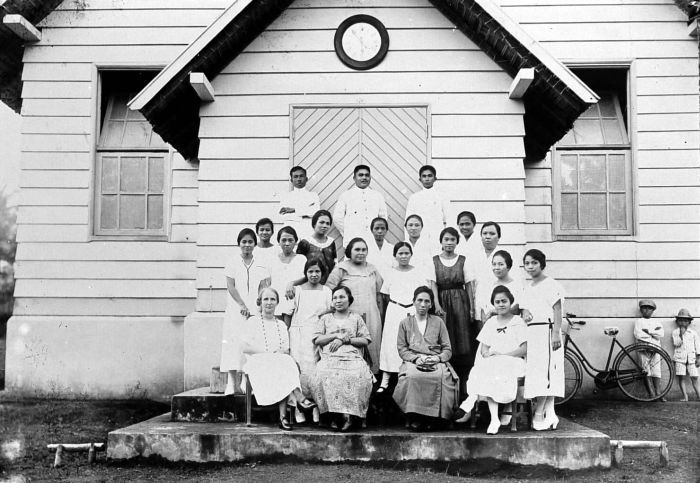
Femmes mongondow dans les années 1930

Les Mongondow sont une population de la province indonésienne de Sulawesi du Nord dans l'île de Célèbes. Ils habitent le kabupaten de Bolaang Mongondow.
Au nombre de 900 000 en 1989, ils sont musulmans ou protestants et parlent le mongondow. 